# Amarens
Amarens est une commune française située dans le nord-ouest du département du Tarn, en région Occitanie. Sur le plan historique et culturel, la commune est dans le Gaillacois, un pays qui doit sa notoriété à la qualité de ses vins.
Exposée à un climat océanique altéré, elle est drainée par divers petits cours d'eau. La commune possède un patrimoine naturel remarquable composé d'une zone naturelle d'intérêt écologique, faunistique et floristique.
Amarens est une commune rurale qui compte 64 habitants en 2022, après avoir connu un pic de population de 235 habitants en 1821.  Elle fait partie de l'aire d'attraction d'Albi. Ses habitants sont appelés les Amarensois ou  Amarensoises.

## Géographie

### Communes limitrophes
Les communes limitrophes sont  Cordes-sur-Ciel, Frausseilles, Les Cabannes, Loubers, Souel et Vindrac-Alayrac.
|         | Vindrac-Alayrac | Les Cabannes    |
| Loubers | Amarens         | Cordes-sur-Ciel |
|         | Frausseilles    | Souel           |

### Géologie et relief
Le village est sur un plateau calcaire.

### Hydrographie
La commune est dans le bassin de la Garonne, au sein du bassin hydrographique Adour-Garonne. Elle est drainée par le ruisseau de fertés et par deux petits cours d'eau, qui constituent un réseau hydrographique de 4 km de longueur totale,.

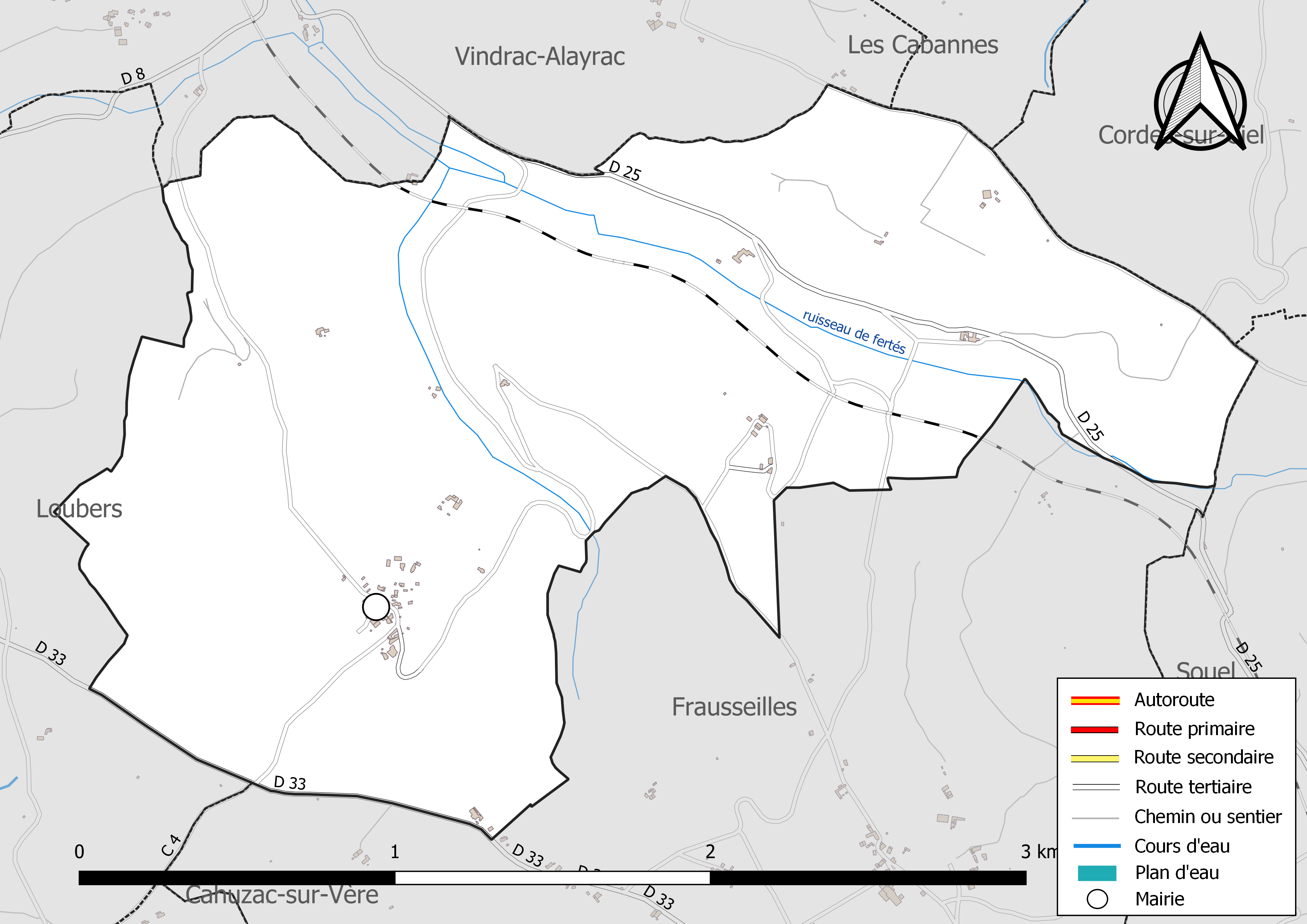
Réseaux hydrographique et routier d'Amarens.

### Climat
Pour des articles plus généraux, voir Climat de l'Occitanie et Climat du Tarn.
En 2010, le climat de la commune est de type climat du Bassin du Sud-Ouest, selon une étude du Centre national de la recherche scientifique s'appuyant sur une série de données couvrant la période 1971-2000. En 2020, Météo-France publie une typologie des climats de la France métropolitaine dans laquelle la commune est exposée à un climat océanique altéré et est dans la région climatique Aquitaine, Gascogne, caractérisée par une pluviométrie abondante au printemps, modérée en automne, un faible ensoleillement au printemps, un été chaud (19,5 °C), des vents faibles, des brouillards fréquents en automne et en hiver et des orages fréquents en été (15 à 20 jours).
Pour la période 1971-2000, la température annuelle moyenne est de 12,7 °C, avec une amplitude thermique annuelle de 15,6 °C. Le cumul annuel moyen de précipitations est de 857 mm, avec 9,6 jours de précipitations en janvier et 5,7 jours en juillet. Pour la période 1991-2020, la température moyenne annuelle observée sur la station météorologique de Météo-France la plus proche, « Puycelsi », sur la commune de Puycelsi à 17 km à vol d'oiseau, est de 13,2 °C et le cumul annuel moyen de précipitations est de 740,4 mm. 
La température maximale relevée sur cette station est de 41,9 °C, atteinte le 24 août 2023 ; la température minimale est de −11,7 °C, atteinte le 8 février 2012,,.
Les paramètres climatiques de la commune ont été estimés pour le milieu du siècle (2041-2070) selon différents scénarios d'émission de gaz à effet de serre à partir des nouvelles projections climatiques de référence DRIAS-2020. Ils sont consultables sur un site dédié publié par Météo-France en novembre 2022.

### Milieux naturels et biodiversité

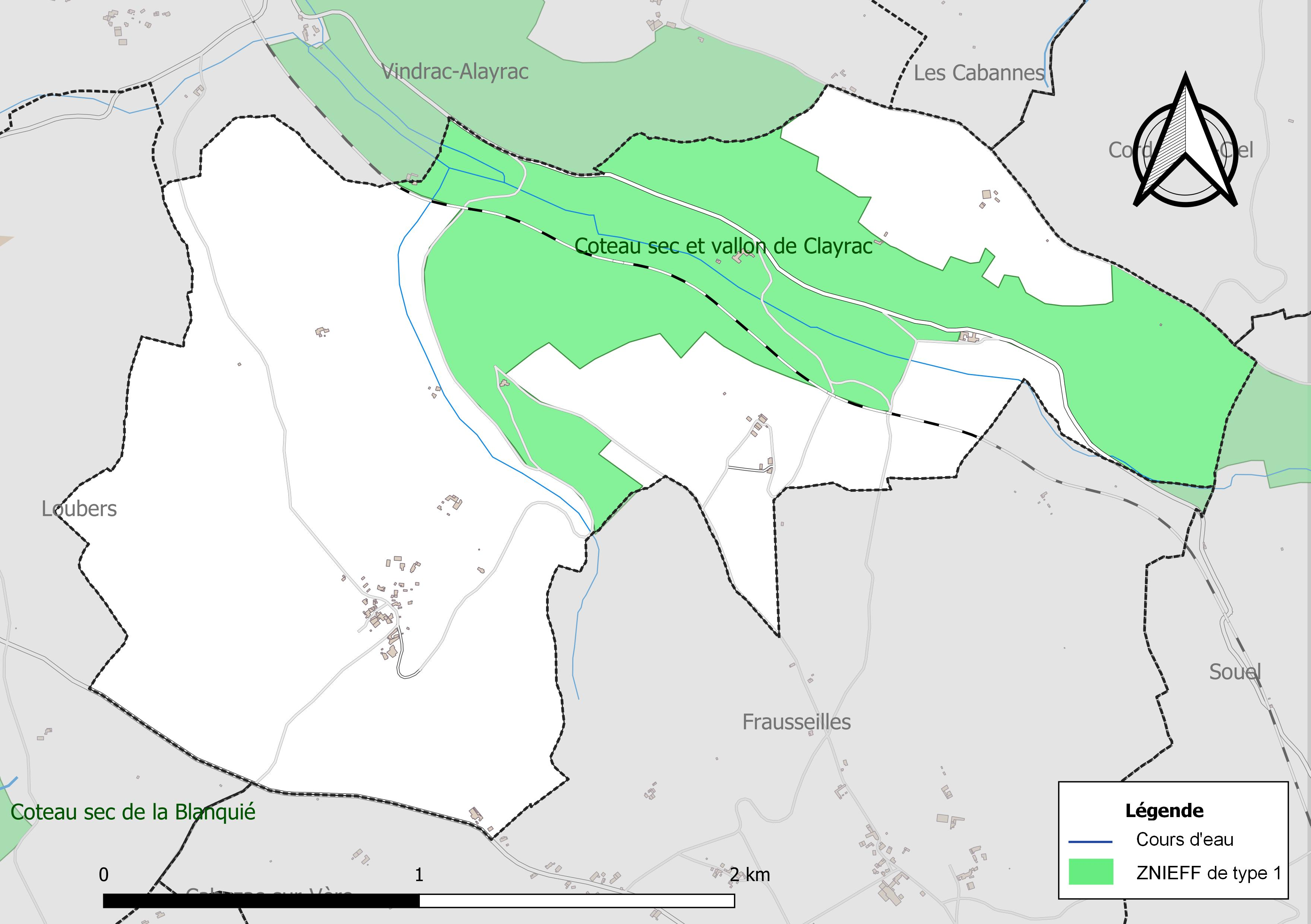
Carte de la ZNIEFF de type 1 localisée sur la commune.

L’inventaire des zones naturelles d'intérêt écologique, faunistique et floristique (ZNIEFF) a pour objectif de réaliser une couverture des zones les plus intéressantes sur le plan écologique, essentiellement dans la perspective d’améliorer la connaissance du patrimoine naturel national et de fournir aux différents décideurs un outil d’aide à la prise en compte de l’environnement dans l’aménagement du territoire.
Une ZNIEFF de type 1 est recensée sur la commune :
le « coteau sec et vallon de Clayrac » (291 ha), couvrant 4 communes du département.

## Urbanisme

### Typologie
Au 1er janvier 2024, Amarens est catégorisée commune rurale à habitat très dispersé, selon la nouvelle grille communale de densité à sept niveaux définie par l'Insee en 2022.
Elle est située hors unité urbaine. Par ailleurs la commune fait partie de l'aire d'attraction d'Albi, dont elle est une commune de la couronne,. Cette aire, qui regroupe 91 communes, est catégorisée dans les aires de 50 000 à moins de 200 000 habitants,.

### Occupation des sols
L'occupation des sols de la commune, telle qu'elle ressort de la base de données européenne d’occupation biophysique des sols Corine Land Cover (CLC), est marquée par l'importance des forêts et milieux semi-naturels (51,4 % en 2018), en diminution par rapport à 1990 (59,8 %). La répartition détaillée en 2018 est la suivante : 
forêts (28,6 %), cultures permanentes (24,3 %), milieux à végétation arbustive et/ou herbacée (22,8 %), terres arables (13,1 %), zones agricoles hétérogènes (11,2 %). L'évolution de l’occupation des sols de la commune et de ses infrastructures peut être observée sur les différentes représentations cartographiques du territoire : la carte de Cassini (XVIIIe siècle), la carte d'état-major (1820-1866) et les cartes ou photos aériennes de l'IGN pour la période actuelle (1950 à aujourd'hui).

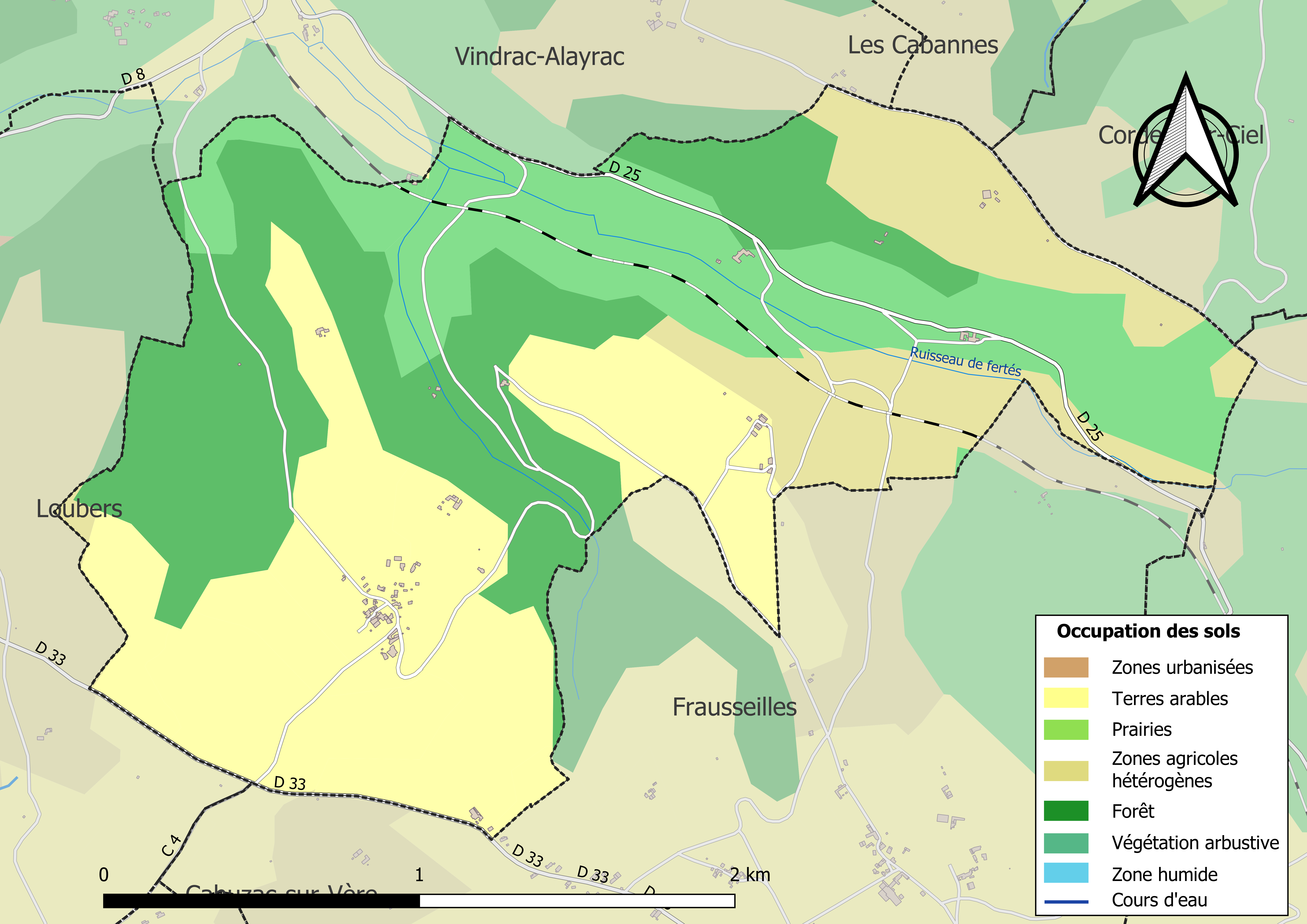
Carte des infrastructures et de l'occupation des sols de la commune en 2018 (CLC).

### Risques majeurs
Le territoire de la commune d'Amarens est vulnérable à différents aléas naturels : météorologiques (tempête, orage, neige, grand froid, canicule ou sécheresse), inondations, feux de forêts, mouvements de terrains et séisme (sismicité très faible). Il est également exposé à un risque technologique,  le transport de matières dangereuses. Un site publié par le BRGM permet d'évaluer simplement et rapidement les risques d'un bien localisé soit par son adresse soit par le numéro de sa parcelle.

#### Risques naturels
Certaines parties du territoire communal sont susceptibles d’être affectées par le risque d’inondation par débordement de cours d'eau, notamment La cartographie des zones inondables en ex-Midi-Pyrénées réalisée dans le cadre du XIe Contrat de plan État-région, visant à informer les citoyens et les décideurs sur le risque d’inondation, est accessible sur le site de la DREAL Occitanie. La commune a été reconnue en état de catastrophe naturelle au titre des dommages causés par les inondations et coulées de boue survenues en 1982,.
Amarens est exposée au risque de feu de forêt du fait de la présence sur son territoire. En 2022, il n'existe pas de Plan de Prévention des Risques incendie de forêt (PPRif). Le débroussaillement aux abords des maisons constitue l’une des meilleures protections pour les particuliers contre le feu,.

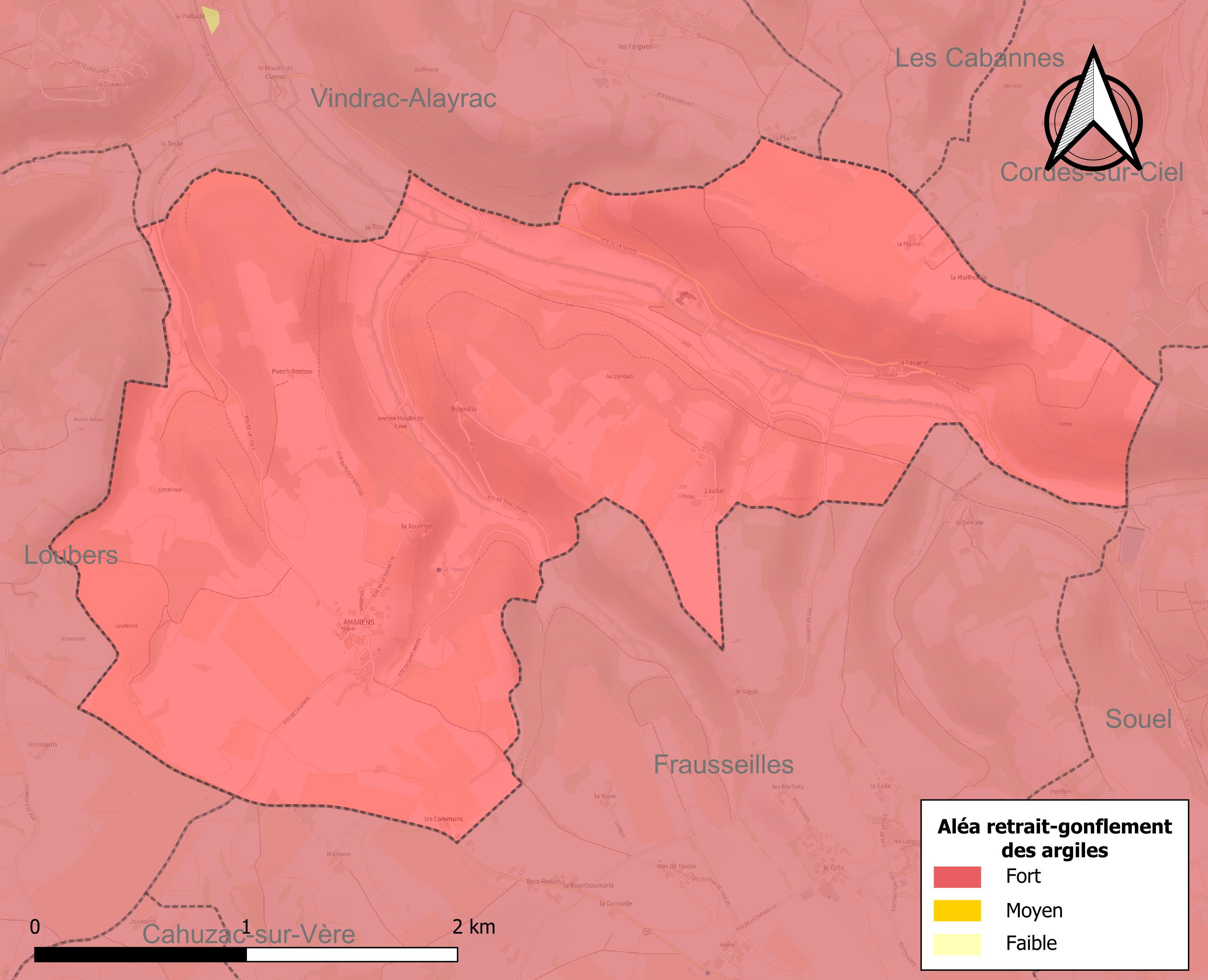
Carte des zones d'aléa retrait-gonflement des sols argileux d'Amarens.

La commune est vulnérable au risque de mouvements de terrains constitué principalement du retrait-gonflement des sols argileux. Cet aléa est susceptible d'engendrer des dommages importants aux bâtiments en cas d’alternance de périodes de sécheresse et de pluie. La totalité de la commune est en aléa moyen ou fort (76,3 % au niveau départemental et 48,5 % au niveau national). Sur les 38 bâtiments dénombrés sur la commune en 2019, 38 sont en aléa moyen ou fort, soit 100 %, à comparer aux 90 % au niveau départemental et 54 % au niveau national. Une cartographie de l'exposition du territoire national au retrait gonflement des sols argileux est disponible sur le site du BRGM,.
Par ailleurs, afin de mieux appréhender le risque d’affaissement de terrain, l'inventaire national des cavités souterraines permet de localiser celles situées sur la commune.

#### Risques technologiques
Le risque de transport de matières dangereuses sur la commune est lié à sa traversée par des infrastructures routières ou ferroviaires importantes ou la présence d'une canalisation de transport d'hydrocarbures. Un accident se produisant sur de telles infrastructures est susceptible d’avoir des effets graves sur les biens, les personnes ou l'environnement, selon la nature du matériau transporté. Des dispositions d’urbanisme peuvent être préconisées en conséquence.

## Histoire
Amarens était une des jurades de Cordes dite du corps de ville.

## Politique et administration

### Liste des maires
| Période                                  | Période  | Identité        | Étiquette | Qualité |
| ---------------------------------------- | -------- | --------------- | --------- | ------- |
| Les données manquantes sont à compléter. |          |                 |           |         |
| mars 2001                                | En cours | Patrick Montels |           |         |

### Intercommunalité
Le 1er janvier 2023, elle quitte la communauté d'agglomération Gaillac-Graulhet pour rejoindre la communauté de communes du Cordais et du Causse.

## Démographie
En 2022, la commune d'Amarens comptait 64 habitants. À partir du XXIe siècle, les recensements réels des communes de moins de 10 000 habitants ont lieu tous les cinq ans. Les autres chiffres sont des estimations.
| 1793 | 1800 | 1806 | 1821 | 1831 | 1836 | 1841 | 1846 | 1851 |
| ---- | ---- | ---- | ---- | ---- | ---- | ---- | ---- | ---- |
| 176  | 195  | 205  | 235  | 188  | 172  | 180  | 189  | 182  |

| 1856 | 1861 | 1866 | 1872 | 1876 | 1881 | 1886 | 1891 | 1896 |
| ---- | ---- | ---- | ---- | ---- | ---- | ---- | ---- | ---- |
| 169  | 170  | 164  | 126  | 117  | 115  | 106  | 108  | 107  |

| 1901 | 1906 | 1911 | 1921 | 1926 | 1931 | 1936 | 1946 | 1954 |
| ---- | ---- | ---- | ---- | ---- | ---- | ---- | ---- | ---- |
| 105  | 101  | 91   | 69   | 92   | 96   | 99   | 94   | 93   |

| 1962 | 1968 | 1975 | 1982 | 1990 | 1999 | 2006 | 2007 | 2012 |
| ---- | ---- | ---- | ---- | ---- | ---- | ---- | ---- | ---- |
| 97   | 78   | 88   | 66   | 70   | 78   | 68   | 67   | 69   |

| 2017 | 2022 | - | - | - | - | - | - | - |
| ---- | ---- | - | - | - | - | - | - | - |
| 68   | 64   | - | - | - | - | - | - | - |

## Économie

### Emploi
|                | 2008  | 2013   | 2018  |
| -------------- | ----- | ------ | ----- |
| Commune        | 8,9 % | 14,9 % | 2,4 % |
| Département    | 8,2 % | 9,9 %  | 10 %  |
| France entière | 8,3 % | 10 %   | 10 %  |

En 2018, la population âgée de 15 à 64 ans s'élève à 41 personnes, parmi lesquelles on compte 70,7 % d'actifs (68,3 % ayant un emploi et 2,4 % de chômeurs) et 29,3 % d'inactifs,. En  2018, le taux de chômage communal (au sens du recensement) des 15-64 ans est inférieur à celui de la France et du département, alors qu'en 2008 la situation était inverse.
La commune fait partie de la couronne de l'aire d'attraction d'Albi, du fait qu'au moins 15 % des actifs travaillent dans le pôle,. Elle compte 10 emplois en 2018, contre 12 en 2013 et 11 en 2008. Le nombre d'actifs ayant un emploi résidant dans la commune est de 28, soit un indicateur de concentration d'emploi de 35,7 % et un taux d'activité parmi les 15 ans ou plus de 48,3 %.
Sur ces 28 actifs de 15 ans ou plus ayant un emploi, 8 travaillent dans la commune, soit 29 % des habitants. Pour se rendre au travail, 92,9 % des habitants utilisent un véhicule personnel ou de fonction à quatre roues, 3,6 % s'y rendent en deux-roues, à vélo ou à pied et 3,6 % n'ont pas besoin de transport (travail au domicile).

### Activités hors agriculture
5 établissements sont implantés  à Amarens au 31 décembre 2019.
Le secteur de la construction est prépondérant sur la commune puisqu'il représente 40 % du nombre total d'établissements de la commune (2 sur les 5 entreprises implantées  à Amarens), contre 12,5 % au niveau départemental.

### Agriculture
|               | 1988 | 2000 | 2010 | 2020 |
| ------------- | ---- | ---- | ---- | ---- |
| Exploitations | 7    | 7    | 6    | 8    |
| SAU (ha)      | 373  | 357  | 271  | 333  |

La commune est dans le Gaillacois, une petite région agricole au sous-sol argilo-graveleux et/ou calcaire dédiée à la viticulture depuis plus de 2000 ans, située dans le centre-ouest du département du Tarn. En 2020, l'orientation technico-économique de l'agriculture  sur la commune est la viticulture. Huit exploitations agricoles ayant leur siège dans la commune sont dénombrées lors du recensement agricole de 2020 (sept en 1988). La superficie agricole utilisée est de 333 ha,,.

## Culture locale et patrimoine

### Lieux et monuments
- Église Saint-André d'Amarens[29].

### Amarens dans les arts
Amarens est citée dans le poème d’Aragon, Le conscrit des cent villages, écrit comme acte de résistance intellectuelle de manière clandestine au printemps 1943, pendant la Seconde Guerre mondiale.

### Héraldique
| Blason de Amarens | Blason  | Taillé : au 1er de gueules à l'écusson d'or chargé d'un flanchis de sable, au 2e d'argent à la lettre capitale A de sable. |
| Blason de Amarens | Détails | Le statut officiel du blason reste à déterminer.                                                                           |